# Ludwig Camerarius
Joachim Camerarius, italianizzato in Ludovico Camerario (Norimberga, 22 gennaio 1573 – Heidelberg, 4 ottobre 1651), è stato un politico, avvocato e scrittore tedesco.
Fu capo del governo in esilio di Federico V del Palatinato a Le Hague.

## Biografia
Ludovico era figlio dello studioso Joachim Camerarius il Giovane ed era quindi nipote di Joachim Camerarius il Vecchio.
Dal 1588, studiò ad Altdorf bei Nürnberg e dal 2 febbraio 1592 ad Helmstedt, per poi passare a Lipsia dall'estate del 1592 e quindi a Basilea dove ottenne la laurea in legge. Il 17 aprile 1599 sposò Anna Maria Modesta Pastoir (15 luglio 1580 ad Heidelberg - c. 1642), dalla quale ebbe sette figli. Dopo la laurea, dal 1597 fece pratica alla Reichskammergericht di Spira.
Nel 1598 entrò al servizio di Federico V e divenne consigliere (Hofrat) nel 1610 nonché Consigliere Privato (Geheimer Rat) nel 1611. Sotto la direzione soverchiante di Cristiano I di Anhalt-Bernburg, governatore dell'Alto Palatinato e cancelliere dell'Elettorato Palatino, Camerarius fu de facto capo del ministero degli esteri del Palatinato ed uno dei principali sostenitori dell'ascesa di Federico V al trono di Boemia, al punto da arrivare a progettare di sostenere la candidatura di Massimiliano I di Baviera come oppositore a Ferdinando d'Asburgio alle elezioni imperiali del 1619.
Dopo che Federico venne eletto re di Boemia, Camerarius lo seguì a Praga e nel 1620 divenne anche vice-cancelliere per la provincia della Slesia. Dopo la caduta di Federico nel novembre del 1620, Camerarius lo seguì nuovamente in esilio nei Paesi Bassi dove si dedicò a scrivere opere e pamphlets per tentare di difendere la causa del Palatinato nella Guerra dei Trent'anni. In particolar modo dopo la sua nomina a capo del governo in esilio, Camerarius si convinse del fatto che la priorità del protestantesimo europeo fosse quella di guidare l'Europa contro gli Asburgo e la Lega Cattolica.
Nel 1627, Camerarius venne sostituito come capo del governo in esilio da Johann Joachim Rusdorf. Dal 1626 si era infatti posto al servizio della Svezia nei Paesi Bassi, pur restando profondamente legato alla causa del Palatinato. Rimase in servizio al governo svedese sino al 1640. Nel 1651 si stabilì a Gröningen e ritornò ad Heidelberg appena prima della sua morte che lo colse nel 1651.
Ancora oggi la sua Collectio Camerariana, ovvero quell'insieme di lettere scritte da lui, da suo padre e da suo nonno (conservate oggi presso la Staatsbibliothek München) rappresenta una delle fonti più importanti per i rapporti tra il cristianesimo riformato e gli ambienti della controriforma nel XVII secolo, con missive da e per Philipp Melanchthon, Martin Lutero, Ulrico Zwingli, Jakob Micyllus, Desiderius Erasmus ed il poeta Georg Fabricius.

## Opere
- Friderici dei gratia Bohemiae regis, comitis palatini rheni, electoris &c. declaratio publica, Cur Regni Bohemiae annexarumque Provinciarum Regimen in se susceperit, 1619, Digital site of the University of Augsburg
- Prodromus, Oder Vortrab, Nothwendiger Rettung vornehmer Evangelischer Hohen und niedern Standts, betrangten und verleumbden Personen unschuldt, durch gründliche entdeckung der Papistischen schädlichen Intention unnd Vorhabens : Das ist: Warhaffter unnd glaubwirdiger Abdruck etzlicher intercipirten sehr weit außsehenden gefährlichen Schreiben und Schrifften, welche auß den Originalien, mit fleiß abcopirt, und theils auß denen Sprachen, darinnen sie geschrieben, trewlich verteutschet sein, mit angehengter kurtzer Information unnd Anleitung, 1622
- Cancellaria hispanica : Adjecta sunt Acta publica, Hoc est: Scripta et Epistolae authenticae, `e quibus partim infelicis belli in Germania partim Proscriptionis in Electorem Palatinum scopus praecipuus apparet ..., 1622
- Bericht und Antwort uff die vornembste Capita, Päß und Puncten der bayer-anhaltischen geheimen Cantzley : sampt etlichen Beylagen, 1623
- Mysterium iniquitatis, sive secreta secretorum turco-papistica secreta : Contra Libellum famosum, sub titulo Secreta calvino-turcica, auctore quodam personato Theonesto Cogmandolo Politiae Christianae professore, aliquoties editum. XCV considerationibus revelata, et totidem eius malitiosis et ex mera calumnia conflatis considerationibus ex parallelo opposita ... Justinopoli, 1625